# アル・アインFC (サウジアラビア)
アル・アインFC（英語: Al-Ain FC, アラビア語: نادي العين السعودي)）は、サウジアラビアのバーハをホームタウンとする、サウジ・ファーストディヴィジョンリーグに加盟するプロサッカークラブである。
アル・サッドFC

## タイトル

### 国内タイトル
- サウジ・サードディヴィジョンリーグ（英語版） : 1回
  - 2015-16
- アル＝バーハ・地域・リーグ : 10回
  - 1981, 1998, 2000, 2001, 2004, 2005, 2006, 2009, 2010, 2011

### 国際タイトル
- なし

## 現所属メンバー
2023年11月18日現在
注：選手の国籍表記はFIFAの定めた代表資格ルールに基づく。
| No. | Pos. |                  | 選手名                                       |
| --- | ---- | ---------------- | -------------------------------------------- |
| 3   | DF   | ナイジェリア     | エルフン・オバノール                         |
| 4   | DF   | サウジアラビア   | リナセル・アル＝フライエル                   |
| 5   | DF   | サウジアラビア   | ライード・アル＝マルキ                       |
| 6   | DF   | サウジアラビア   | カラム・バルナウィ                           |
| 7   | FW   | ナイジェリア     | アンソニー・オクポトゥ                       |
| 8   | MF   | サウジアラビア   | ナセル・アル＝ダージャニ                     |
| 9   | FW   | サウジアラビア   | アリ・アル＝マヤド                           |
| 10  | FW   | カーボベルデ     | アイルトン・ホルヘ・ドス・サントス・ソアレス |
| 11  | FW   | チャド           | オスマン・マルウム                           |
| 12  | MF   | サウジアラビア   | エッサム・アル＝ムワラッド                   |
| 16  | MF   | サウジアラビア   | アリ・ダバジ                                 |
| 17  | MF   | サウジアラビア   | アルバラー・バーディーム                     |
| 18  | MF   | サウジアラビア   | ファイサル・アル＝ジョハニ                   |
| 21  | GK   | サウジアラビア   | サード・アル＝サレハ                         |
| 24  | MF   | コートジボワール | シラ・ダウダ                                 |

| No. | Pos. |                  | 選手名                                                        |
| --- | ---- | ---------------- | ------------------------------------------------------------- |
| 25  | MF   | サウジアラビア   | サッタム・アル＝タムバクティ                                  |
| 28  | MF   | サウジアラビア   | オマール・アル＝ジャバニ                                      |
| 30  | GK   | ブラジル         | ブルーノ・メデイロス・グラッシ                                |
| 33  | DF   | サウジアラビア   | フセイン・ハウサウィ                                          |
| 44  | DF   | コートジボワール | モハメド・ワタラ                                              |
| 50  | DF   | サウジアラビア   | ムニフ・ドシ                                                  |
| 70  | DF   | サウジアラビア   | アリ・ダガルシャウィ                                          |
| 71  | DF   | サウジアラビア   | ハーレド・アル＝シャムラニ                                    |
| 77  | MF   | サウジアラビア   | サイード・アル＝カーニ                                        |
| 87  | MF   | サウジアラビア   | オマール・アル＝ザフラニ                                      |
| 88  | GK   | サウジアラビア   | ガッサン・バルカウィ (アル・アハリ・ジッダからレンタル中)     |
| 93  | MF   | サウジアラビア   | ナワーフ・アル＝オサイミ                                      |
| 97  | FW   | サウジアラビア   | ナワーフ・アル＝ザフラニ                                      |
| －  | FW   | サウジアラビア   | ヤジッド・アル・ガムディ (アル・アハリ・ジッダからレンタル中) |

監督
- ヴァレリウ・ティタ

## 歴代監督
- バハー・ケブシシ 2015–2016
- アバス・ヌレディン 2016–2017
- ハムード・アル・サイアリ 2017
- モハメド・ダーマン 2017–2018
- モハメド・アル・マーレイ 2018–2019
- アレン・ホルヴァト 2019
- ハビブ・ベン・ロムダン 2019–2020
- ミヒャエル・スキッベ 2020–2021
- パブロ・マチン 2021
- ハムード・アル・サイアリ 2021
- ファイサル・アル・ガムディ 2021
- モハメド・ムカチェル 2021–2022
- モハメド・ダーマン 2022
- ディディエ・ゴメス・ダ・ロサ 2022–2023
- ヴァレリウ・ティツァ 2023
- ゾラン・ミリンコヴィッチ 2023–

## 歴代所属選手
- フィリプ・ブラダリッチ 2020-2021
- フアン・パブロ・アニョル 2020-2021
- ルーベン・ガブリエル 2021
- バドゥ・エンディアイェ 2021
- バルトロメウ・ジャシント・キサンガ 2020-2022
- サフィル・タイデル 2020-2022
- ブルーノ・メデイロス・グラッシ 2023-